# 메트로젯 9268편 추락 사고
메트로젯 항공 9268편(영어: Metro jet Flight 9268)은 러시아 코갈리마비아 항공의 전세기가, 이집트 샤름엘셰이크 국제공항을 출발하여 러시아 상트페테르부르크 풀코보 국제공항 로 향하던 2015년 10월 31일 4시 13분(UTC), 이집트 시나이반도 북부에 추락한 항공 사고를 말한다.
사고기는 에어버스 A321-231 기종으로, 7명의 승무원과 217명의 승객을 태우고 있었다. 대부분은 관광객으로, 우크라이나인 3명 이상, 벨라루스인 1명 외에 모두 러시아인이었다.
사고의 원인에 대해서는 여러 설이 존재했는데, 사고 직후 당시에는 기체결함으로 추정, IS의 소행 가능성은 낮다고 여겼으나, IS가 자신들의 소행이라고 주장한 것과, 9268편 블랙박스에서 기체결함에 의한 폭발음이 아닌 폭발물에 의한 폭발음이 들린다는 점, IS 내부 교신 감청 결과를 토대로 항공기의 추락 원인이 IS의 격추때문이라는 주장에 힘이 실리다가, 이 외의 테일스트라이크, 유지보수 문제설 등이 존재 하여 의견이 분분하였으나,
2015년 11월 17일, 러시아 연방보안국이 메트로젯 항공 9268편의 추락 원인이 폭탄 폭발 때문이라고 공식 발표하였다.
이 사고 이후 러시아는 항공 안보 기준이 마련될 때까지는 이집트로 향하는 모든 항공기의 운항을 금지시키게 되었다.

## 승객 정보
| 국적       | 승객 | 승무원 | 합계 |
| ---------- | ---- | ------ | ---- |
| 러시아     | 212  | 7      | 219  |
| 우크라이나 | 4    | 0      | 4    |
| 벨라루스   | 1    | 0      | 1    |
| 합계       | 217  | 7      | 224  |

## 같이 보기
- 트랜스월드 항공 800편 추락 사고
- JAL 123편 추락 사고
- 중화항공 611편 추락 사고
- 대한항공 858편 폭파 사건
- 말레이시아 항공 17편 격추 사건